# Uno Johansson
Uno Johansson (ur. 30 listopada 1956 w Vetlandzie) – szwedzki żużlowiec.
Srebrny medalista młodzieżowych indywidualnych mistrzostw Szwecji (Målilla 1977). Ośmiokrotny medalista drużynowych mistrzostw Szwecji: trzykrotnie złoty (1980, 1983, 1984) oraz pięciokrotnie srebrny (1977, 1978, 1979, 1981, 1982). Czterokrotny finalista indywidualnych mistrzostw Szwecji (Eskilstuna 1978 – XIII miejsce, Kumla 1979 – XIII miejsce, Eskilstuna 1982 – IX miejsce, Mariestad 1983 – X miejsce). Dwukrotny finalista mistrzostw Szwecji par klubowych (1982 – IV miejsce, 1983 – V miejsce). Srebrny medalista drużynowych mistrzostw Wielkiej Brytanii (1978).
Reprezentant Szwecji na arenie międzynarodowej. Wielokrotny uczestnik eliminacji indywidualnych mistrzostw świata (najlepszy wynik: Elgane 1983 – XIII miejsce w finale skandynawskim).
W lidze szwedzkiej reprezentował barwy klubów: Njudungarna Vetlanda (1977–1984), Dackarna Målilla (1985–1986) oraz Brassarna Nässjö (1987–1988), natomiast w brytyjskiej – Belle Vue Aces (1978) oraz Reading Racers (1982).